# Frank Kriz
Frank Josef Kriz (* 26. März 1894 in New York City; † 1970) war ein US-amerikanischer Geräteturner.
Er gewann bei den Olympischen Spielen 1924 in Paris eine Goldmedaille im Pferdsprung. Der Wettkampf fand allerdings nicht strikt nach den internationalen Regeln statt, die Athleten mussten vielmehr vor dem Sprungpferd zusätzlich eine Hochsprunglatte überqueren. Seine beste Platzierung vier Jahre später bei den Olympischen Spielen 1928 in Amsterdam war ein siebter Platz im Mannschaftsmehrkampf.
Neben seinem Olympiasieg wurde Kriz insgesamt fünfmal amerikanischer Meister, und zwar 1922 im Einzelmehrkampf, im Pferdsprung und am Barren sowie 1924 im Einzelmehrkampf und im Bodenturnen. Im Jahr 1959 wurde er in die U.S. Gymnastics Hall of Fame aufgenommen.